# マドラスの戦い
マドラスの戦い（英語: Battle of Madras）は第一次カーナティック戦争中の1746年9月、フランス軍がイギリス軍を攻撃してマドラスを占領した戦い。マドラスはその後終戦までフランスが保持したが、アーヘンの和約でジョージ王戦争中にイギリスに占領されたルイブール要塞と交換でイギリスに返還した。イギリス軍のロバート・クライヴはこの戦闘で捕虜となったが、脱出してセント・ジョージ要塞にマドラス陥落の知らせを届け、名をあげた。

## 背景
1720年代以降、イギリスとフランスのインドにおける植民地競争は過熱していた。両国がオーストリア継承戦争で敵対すると、イギリスはカーティス・バーネット海軍代将率いる艦隊をインドに派遣、インド在住のフランス人を略奪する任務につかせた。1745年中、この艦隊はフランス商人を略奪し、フランス人の貿易は妨害された。
その報復として、フランスは同規模の艦隊を送った。ベルトラン＝フランソワ・マエ・ド・ラ・ブルドンネ率いるフランス艦隊はイギリスと戦ったがお互い成果を出せず、両軍はそれぞれセイロンとポンディシェリーに撤退した。大規模な海戦をしたくないイギリスの指揮官エドワード・ペイトンはコロマンデル海岸を離れ、ベンガルに撤退してしまったので、コロマンデル海岸のイギリス人たちは危険な状況におかれた。
フランスのポンディシェリー総督ジョゼフ・フランソワ・デュプレクスはマドラスへの攻撃を許可した。さらに現地人を味方に引き入れるべく、カルナータカ太守に「マドラスの占領後はカルナータカ太守に引き渡す」と約束した。

## 戦闘
1746年9月7日、マドラスの住民たちが起きると、危険はすでにすぐそこまできていた。外洋にはフランス艦隊がいて、さらにフランスの陸軍部隊はすでに上陸していた。フランス艦隊はマドラスへの砲撃を始めたが、射程の問題で効果が薄かった。夜までにイギリスの駐留部隊は安全だと思い込んでいた。
次の朝、フランスの艦隊と陸軍部隊の両方が砲撃を再開した。今度は射程が修正され、要塞の防御力が低かったマドラスの損害は甚大であった。イギリス軍の損害が大きくなるにつれて、規律が崩壊しはじめ、砲弾の一つが酒屋に直撃すると、兵士たちは任務を放棄して人事不省になるまで呑む有り様であった。マドラスの住民たちを代わりに守備につかせたが、陥落は時間の問題となった。

## イギリスの降伏

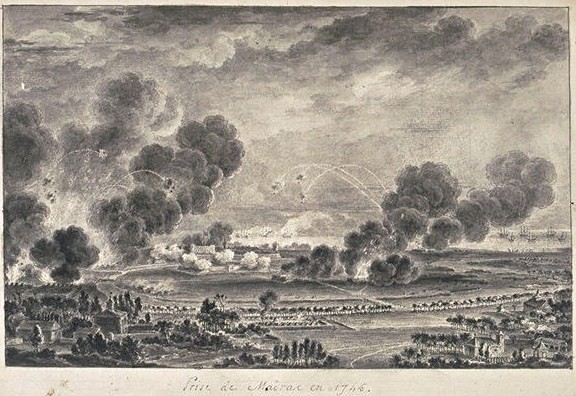
1746年、デュプレクスの陸軍とラ・ブルドンネの海軍によるマドラス包囲。マドラスは1746年9月に降伏し、平和条約により1748年にイギリスに返還された。

9月9日、マドラス総督ニコラス・モースは平和を求めた。意外にも、ラ・ブルドンネが提示した条件は寛大であった。フランスは要塞と倉庫を接収するが、残りはイギリスが保持する、というものだった。彼の上司デュプレクスはこの寛大な条件に反対で、マドラス併合を主張したがラ・ブルドンネに押し通された。この平和はその後1ヶ月の間維持された。
しかし、10月に事態が急変した。嵐によりラ・ブルドンネは艦隊の3分の1を失いながらのポンディシェリーへの撤退を余儀なくされたのである。マドラスの占領は強硬派のデュプレクスに任され、彼はすぐさまにマドラス全体を占領・略奪して、イギリス軍の一部を投獄した。続いてセント・ジョージ要塞破壊の準備をしはじめた。
このとき、投獄されたイギリス軍の一人がロバート・クライヴである。イギリス東インド会社の秘書であった彼はほか数人と一緒にインド人に扮して、牢獄から脱出した。外に出ると、現地の（本物の）インド人に知らない言語で話しかけられた彼らはバレる前に大急ぎで脱出し、3日後にマドラスから50マイルのセント・ジョージ要塞に辿り着いた。そこでマドラス陥落の報せを届けたのであった。この武勇伝でクライヴは初めて名をあげた。

## その後
フランスはマドラスを終戦まで保持した。ブルドンネはカルナータカ太守にマドラスを引き渡す約束をしたが、デュプレクスはその履行を拒否した。太守は1万の軍勢で約束を履行させようとしたが、ルイ・パラディ率いる少数のフランス兵に撃退された。フランスは続いてセント・デイヴィッド要塞を攻撃したが、手痛い反撃に遭い撤退を余儀なくされた。
1748年のアーヘンの和約で戦争が終結すると、マドラスはジョージ王戦争中にイギリスに占領されたルイブール要塞と交換でイギリスに返還された。フランスは1759年に再びマドラスを包囲したが、失敗した。